# Луганська обласна універсальна наукова бібліотека
Луганська обласна універсальна наукова бібліотека — найбільша наукова бібліотека міста Луганська. Заснована 1897 року. Одна з найбільших і найстаріших обласних наукових бібліотек України. Фонди бібліотеки становлять більше 1,1 млн одиниць зберігання. Керівник бібліотеки з 22.11.2017 — Моісєєва Світлана Анатоліївна (до 22.11.2017 — заслужений працівник культури України Риб'янцева Інна Павлівна).

## Історія

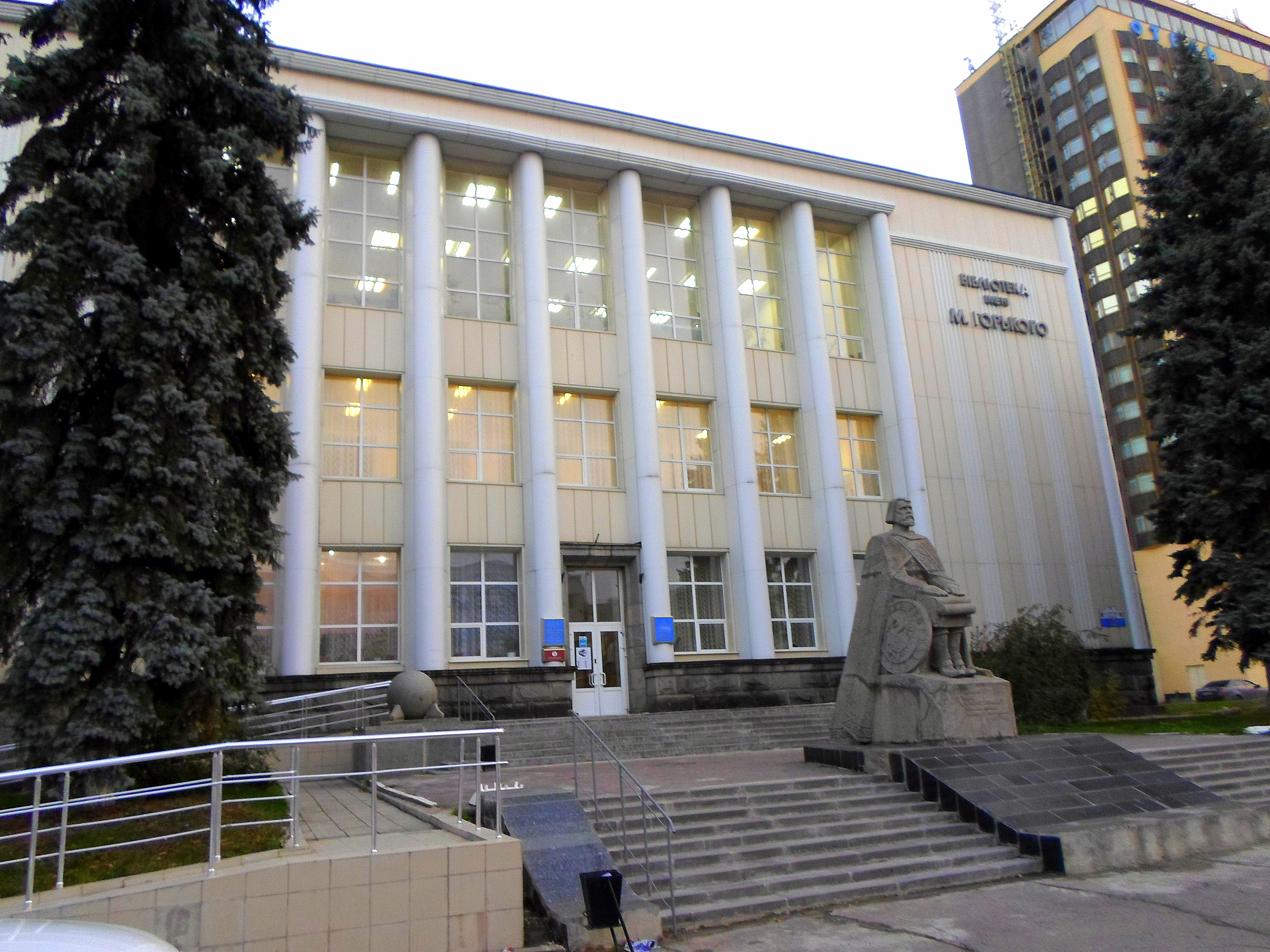
Будівля на вулиці Радянській у Луганську, яка слугувала ЛОУНБ до 2015 року.

Бібліотека була заснована 1897 року як безкоштовна земська народна бібліотека-читальня. У перші роки свого існування бібліотека фонди бібліотеки становили лише 2502 видання. На час заснування бібліотеку підтримували жителі Луганська і передали в дар свої книги. У 1919 році із виникненням Луганського повіту, який протягом 1920-25 рр. входив до складу Донецької губернії, на базі земської бібліотеки було сформовано центральну міську бібліотеку Луганська.
1936 року бібліотеці було присвоєно ім'я Максима Горького. 1938 року на базі центральної міської було створено обласну бібліотеку. Під час німецької окупації в ході Другої світової війни фонди бібліотеки майже повністю було знищено. У низці публікацій в газеті «Ворошиловградська правда» за 1943—1944 роки наводяться свідчення про те, що обласну бібліотеку знищили німці, знищивши понад 120 тисяч книг.
1943 року, після звільнення Луганська від нацистів, було зібрано близько 15 тисяч томів серед населення. Бібліотека відразу відновила свою діяльність. На 15 березня 1945 року фонд бібліотеки разом з дитячою філією вже становив 70 840 томів. До 1953 року книжковий фонд бібліотеки перевищив довоєнний рівень і становив 233 908 томів. 31 грудня 1965 року бібліотека переїхала в нове приміщення. При бібліотеці було створено єдиний у місті салон музичної літератури з нотами та фонотекою грамзаписів. 1973 року бібліотека одержала статус наукової, а 1974 року її фонди становили більше 1 млн од. зберігання.
1997 року бібліотека надає читачам вільний доступ до Інтернету, з 2003 року — перейшла на автоматизовану схему бібліотечного обслуговування, а з 2008 року надає читачам відкритий доступ до активної частини фонду.
У 2015 році з ініціативи тогочасного директора бібліотеку було переміщено до міста Старобільськ Луганської області, вивезено печатки і документи. Фонд залишився у Луганському книгосховищі. Наразі за допомоги волонтеських рухів, відомих українських письменників та видавців триває створення нового фонду, який складається переважно з сучасної української та світової літератури, а також нових перевидань класичних творів.
21 січня 2019 року Луганською ОДА було підписано постанову про вилучення ім'я М. Горького з назви бібліотеки. 

## Фонди
Бібліотека має найбільший в області універсальний фонд на 1,1 млн примірників, який складається з 780 тис. книг, близько 300 тис. комплектів періодичних видань, 9,5 тис. аудіовізуальних та 2,1 тис. електронних документів. У фонді бібліотеки представлена література українською, російською, польською, болгарською, англійською, німецькою, французькою та іншими мовами.